# 배오타데스
배오타데스(학명:Baeotherates portsillensis)는 도마뱀목 까마귀도마뱀과에 속하는 도마뱀이다. 지금은 멸종된 종으로서 전체적인 몸길이가 2~4m인 거대한 도마뱀에 속한다.

## 특징
배오타테스는 미국 오클라호마주에서 알려진 초기 페름기 파충류의 멸종된 속이다. 배오타테스는 오른쪽 하악골의 치골인 완모식 OMNH 55758에서 알려져 있다. 오클라호마주 코만치 카운티에 있는 리처드 스퍼의 돌즈 브라더스 석회암 채석장에서 수집되어 약 2억89±068만년전 초기 페름기의 사크마리아 중기로 거슬러 올라가는 섬너 그룹의 거버 층에서 발견되었다. 배오타데스는 1998년에 W. J. 마이와 리처드 L. 시펠리에 의해서 처음으로 명명되었으며 모식종은 배오타데스 포르틸렌시스이다. 총칭은 "작은 사냥꾼"을 의미한다. 모식 지역 근처의 요새 실에서 이름을 따온 구체적인 이름이다. 배오타데스는 길고 튼튼하게 발달된 다리를 가지고 있으며 이는 지상에서 빠른 달리기를 가능하게 하여 먹이를 사냥할 때에 유용하게 사용되었을 것으로 보인다. 양턱에는 총 20개의 날카로운 이빨들이 나 있다. 먹이로는 당대에 서식했던 곤충, 절지동물, 무척추동물을 주로 잡아먹고 살았을 육식성의 도마뱀으로 추정되는 종이다.

## 생존시기와 서식지와 화석의 발견
배오타데스가 생존했었던 시기는 고생대의 페름기로서 지금으로부터 2억 9000만년전~2억 4500만년전에 생존했었던 종이다. 생존했었던 시기에는 북아메리카를 중심으로 하여 당시에 존재했었던 초원, 산림에서 주로 서식했었던 도마뱀이다. 화석의 발견은 1998년에 미국 오클라호마주의 페름기에 형성된 지층에서 미국의 고생물학자들에 의하여 처음으로 화석이 발견되어 새롭게 명명된 종이다.

## 같이 보기
- 파충류
- 고생대
- 페름기
- 도마뱀
- 화석